# Ercolania kencolesi
Ercolania kencolesi is een slakkensoort uit de familie van de Limapontiidae. De wetenschappelijke naam van de soort is voor het eerst geldig gepubliceerd in 2007 door Grzymbowski, Stemmer & Wägele.